# Filmen om Nalle Puh
Filmen om Nalle Puh (engelska: The Many Adventures of Winnie the Pooh), även känd som Nalle Puhs många äventyr och Nalle Puh på nya äventyr, är en amerikansk tecknad film från 1977 av Walt Disney Productions, baserad på britten A.A. Milnes böcker om Nalle Puh och hans vänner.

## Om filmen
Filmen består till största delen av tre kortfilmer som tidigare hade visats på bio var för sig:
- Nalle Puh på honungsjakt (även känd som Nalle Puh och honungsträdet)[9] (1966)
- Nalle Puh och den stormiga dagen (även känd som Nalle Puh och den blåsiga dagen)[10] (1968)
- Nalle Puh och den skuttande tigern (även känd som Nalle Puh och Tiger)[11] (1974)

Filmen inleds med riktig spelfilm på ett pojkrum (som ska föreställa Christoffer Robins sovrum). Där får man se de flesta av figurerna som riktiga mjukisdjur, för att sedan zoomas in i en sagobok som står vid ett fönster. Bredvid boken sitter en nallebjörn som föreställer just Nalle Puh.

## Rollista
Denna lista visar den engelska originalversionen och de svenska dubbningarna från åren 1966-1977 och 1992.
Kortfilmerna Nalle Puh och honungsträdet, Nalle Puh och den stormiga dagen och Nalle Puh och den skuttande tigern visades på bio åren 1966, 1969 och 1977. Den sammansatta långfilmen däremot har aldrig visats på bio.
1992 fick filmen svensk premiär på TV i TV-kanalen Filmnet (sedermera Canal+), under titeln Nalle Puh på nya äventyr och då med en ny översättning och dubbning. Den 26 maj 1996 visades filmen i Kanal 1, där den hade titeln Nalle Puhs många äventyr.
| Roll              | Originalröst                                 | Svensk röst (1966-1977)                         | Svensk röst (1992) |
| Nalle Puh         | Sterling Holloway                            | Tor Isedal                                      | Olli Markenros     |
| Nasse             | John Fiedler                                 | Marie Isedal                                    | Jörgen Lantz       |
| Tiger             | Paul Winchell                                | Jan Malmsjö                                     | Peter Wanngren     |
| Kanin             | Junius Matthews                              | Hans Lindgren                                   | Charlie Elvegård   |
| I-or              | Ralph Wright                                 | Sven Wallskog                                   | John Harryson      |
| Uggla             | Hal Smith                                    | Börje Mellvig                                   | Carl Billquist     |
| Sorken            | Howard Morris                                | Hans Lindgren                                   | Hans Lindgren      |
| Kängu             | Barbara Luddy                                | Marie Ahlstedt                                  | Monica Forsberg    |
| Ru                | Clint Howard Dori Whitaker                   | Lena Ahlstedt Lina Jonsson                      | Jimmy Björndahl    |
| Christoffer Robin | Bruce Reitherman Jon Walmsley Timothy Turner | Peter Schildt Staffan Hallerstam Martin Jonsson | Ulf Bergstrand     |
| Berättare         | Sebastian Cabot                              | Sven Holmberg                                   | Ingemar Carlehed   |

## Animatörer
Frank Thomas och Ollie Johnston animerade Nalle Puh och Nasse, Milt Kahl tog hand om Tiger och John Pomeroy kanin. Övriga animatörer som finns med på filmens förtexter är: Hal Ambro, Dale Baer, Don Bluth, Eric Cleworth, Andy (Andrew) Gaskil, Gary Goldman, Fred Hellmich, Bill Keil, Hal King, Eric Larsson, John Lounsbery, Burny Mattinson, Cliff Nordberg, Dick (Richard) Sebast, John Sibley, Walt Stanchfield, Art Stevens, Chuck Williams.

## Bakgrunder och Layout
Dale Barnhart, Basil Davidovich, Don Griffith och Sylvia Roemer arbetade med filmens layout. Al Dempster, Ann Guenther, Bill Layne och Art Riley gjorde filmens bakgrundsmålningar.

## Visningar på TV
De två kortfilmerna Honungsträdet respektive Den stormiga dagen samt kortfilmen Iors födelsedag visades i SVT 1 nyårshelgen 1985/1986, med den äldre svenska översättningen och dubbningen.